# 国際戦略局
国際戦略局（こくさいせんりゃくきょく、英語: Global Strategy Bureau）は、総務省の内部部局の一つ。かつて存在した情報通信国際戦略局が組織再編されて誕生した。新たな国際戦略局に、総務省の国際関係事務の総括を追加し、インフラシステムの海外展開について、情報通信分野だけでなく、統計、行政相談制度なども含め、総務省所管分野全体を対象として海外展開が効率的・効果的に実施できるようにするための体制整備が整えられている。

## 沿革
- 2008年（平成20年）7月4日 - 情報通信政策局・総合通信基盤局国際部を改組して情報通信国際戦略局が設置される。
- 2017年（平成29年）9月1日 - 情報通信国際戦略局を改組して国際戦略局が設置される[2]。情報通信政策課を情報流通行政局に移管[3]。
- 2021年（令和3年）7月1日 - 総務課と国際政策課を廃止し、国際戦略課と国際展開課を設置。

## 組織
- 局長
  - 次長（組織令17条[4]）
  - 官房審議官（国際技術、サイバーセキュリティ担当）[5]
    - 国際戦略課（組織令第67条[6]）
      - 投資審査室
      - 企画官（総務省組織規則36条[7]）
      - 国際広報官

    - 技術政策課
      - 研究推進室
      - 革新的情報通信技術開発推進室（総務省組織規則37条[8]）
      - 技術企画調整官
      - イノベーション推進官

    - 通信規格課
      - 標準化戦略室（総務省組織規則38条[9]）
      - 標準化推進官

    - 宇宙通信政策課
      - 宇宙通信調査室（総務省組織規則39条[10]）
      - 衛星開発推進官

    - 国際展開課
    - 国際経済課
      - 多国間経済室（総務省組織規則41条[11]）
      - 企画官

    - 国際協力課
      - 国際協力調査官（2人）（総務省組織規則42条[12]）

## 歴代局長

### 現職
| 氏名       | 出身省庁 | 前職             | 就任年月日              |
| ---------- | -------- | ---------------- | ----------------------- |
| 布施田英生 | 郵政省   | デジタル庁統括官 | 2025年（令和7年）7月1日 |

### 過去
| 氏名     | 出身省庁 | 前職                                     | 在任期間                                             | 退任後の役職等                                  |
| -------- | -------- | ---------------------------------------- | ---------------------------------------------------- | ----------------------------------------------- |
| 今林顯一 | 郵政省   | 情報通信国際戦略局長                     | 2017年（平成29年）9月1日 - 2018年（平成30年）7月20日 | 辞職、日本生命保険 法人顧問、Arithmer常務取締役 |
| 吉田眞人 | 郵政省   | 総務省大臣官房総括審議官（情報通信担当） | 2018年（平成30年）7月20日 - 2019年（令和元年）7月5日 | 情報流通行政局長                                |
| 巻口英司 | 郵政省   | 情報流通行政局郵政行政部長               | 2019年（令和元年年）7月5日 - 2021年（令和3年）7月1日 | サイバーセキュリティ統括官                      |
| 田原康生 | 郵政省   | サイバーセキュリティ統括官               | 2021年（令和3年）7月1日 - 2024年（令和6年）7月5日    | 辞職                                            |
| 竹村晃一 | 郵政省   | 総務省大臣官房長                         | 2024年（令和6年）7月5日 - 2025年（令和7年）7月1日    |                                                 |